# Invertébré
Pour l’album des Kargol's, voir Invertébré (album).

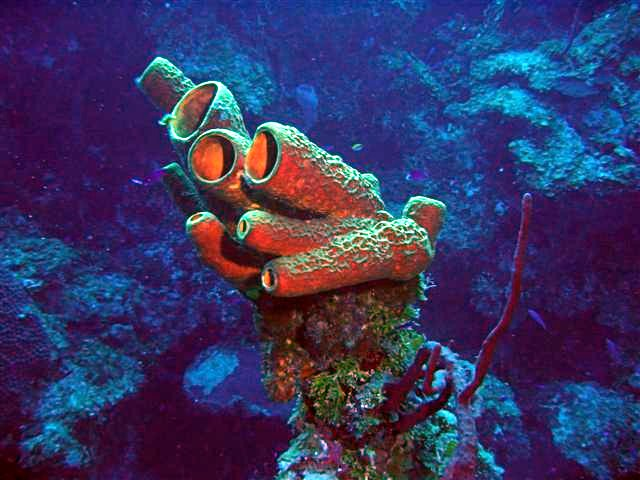
Des éponges, invertébrés marins de l'embranchement des Porifera.

Un invertébré est un animal dépourvu de colonne vertébrale et d'os en général. Définis jadis comme un embranchement par opposition aux Vertébrés, les Invertébrés forment en réalité un groupe paraphylétique et, de ce fait et au regard des critères actuels de classification, ne sont plus considérés comme un taxon admis au sein de la classification du vivant.

## Un ancien terme de classification, aujourd’hui remis en cause
|  |  |
|  |  |

La distinction entre les Invertébrés (Invertebrata) et les Vertébrés (Vertebrata, auxquels appartient Homo sapiens) est due au naturaliste français Jean-Baptiste de Lamarck dans son Discours d'ouverture du cours des animaux sans vertèbres en 1806 et dans son Histoire naturelle des animaux sans vertèbres (1815-1822). Si les vertébrés forment un ensemble cohérent issus d'un ancêtre commun, les « invertébrés » sont au contraire un ensemble hétéroclite d'espèces dont certaines (comme les échinodermes ou l'amphioxus) sont plus ou moins proches des Vertébrés. Ce groupe, défini en négatif, est donc paraphylétique : c'est le reliquat d'une perspective anthropocentrée des sciences de la vie, qui considérait les organismes selon le degré de leurs similitudes ou différences avec l'être humain décrit comme stade ultime de l'évolution.
En raison de l'absence d'homogénéité morphologique et physiologique des « invertébrés », on substitue généralement aujourd'hui, à l'opposition entre Vertébrés et Invertébrés, une division des animaux bilatériens (la grande majorité des animaux) en protostomiens et deutérostomiens (d'après leur mode de développement embryologique) :
- Les Spongiaires (éponges)
- Les Eumétazoaires
  - Les Cnidaires et les Cténaires (méduses, coraux…)
  - Les bilatériens
    - les protostomiens
    - les deutérostomiens, dont les Vertébrés.

Toutefois, en distinguant parmi les « embranchements » de Métazoaires, les Chordés qui incluent l'ensemble des vertébrés, des systématiciens comme Thomas Cavalier-Smith suggèrent que même s'ils ne forment ni un clade, ni un taxon, les « invertébrés » seraient un « grade évolutif » antérieur aux Chordés, ce que les partisans d'un « dessein intelligent » interprètent comme un « sens de l'évolution » dans la chronologie évolutive,.

## La majorité des animaux
S'agissant du nombre d'espèces, la part la plus importante de la biodiversité animale connue (99 %) est constituée d'organismes « invertébrés », notamment d'Arthropodes. Sur 1,7 à 1,8 million d'espèces recensées en 2005 (selon les critères retenus pour leur classification), on trouve environ 990 000 invertébrés, 360 000 plantes et micro-organismes, et seulement 55 000 vertébrés,,. Si ce groupe, marginal par le nombre d'espèces, des Vertébrés, est relativement bien étudié, en revanche les « invertébrés » sont un groupe qui, avec les micro-organismes, est beaucoup moins inventorié, car beaucoup d'invertébrés sont de petite taille et vivent discrètement, dans les mers, les sédiments, les sols ou la nécromasse (dont le bois mort). Leur nombre, la complexité de leur description, la sous-estimation de leur potentiel économique, scientifique et alimentaire et le nombre insuffisant des chercheurs ont largement limité et retardé la recherche scientifique des invertébrés. Du point de vue historique, il a fallu attendre la fin du XVIIIe siècle pour que les scientifiques reprennent le travail là où Aristote et Pline l'avaient laissé.
De nos jours, la recherche sur les invertébrés a permis de découvrir plusieurs centaines d'espèces à fort potentiel scientifique, industriel, économique ou même alimentaire, et la médecine moderne doit énormément à des animaux inattendus comme les limules, les méduses, diverses espèces du plancton… Les insectes, plus faciles à capturer, identifier et conserver, demeurent le groupe d'invertébrés le mieux connu.

## Menaces
De nombreux invertébrés ont récemment disparu de tout ou partie de leur aire naturelle de répartition à cause d'une pollution de plus en plus généralisée de l'environnement terrestre et marin, par les pesticides notamment. La fragmentation écopaysagère (perte de corridors biologiques appropriés) est une autre cause de disparition, de même pour les invertébrés saproxylophages que le recul du nombre et du volume de bois-mort et en zone tropicale le recul des forêts de manière générale. Cette régression, mal évaluée se fait au profit de l'augmentation des populations de quelques espèces ubiquistes et adaptables, parfois invasives et/ou pathogènes.
En Europe tempérée, les invertébrés saproxylophages comptent parmi les espèces les plus menacées (faute de bois mort en quantité suffisante et bien répartie dans les forêts qui sont presque toutes intensivement exploitées), et dans le monde un invertébré sur cinq serait menacé de disparition à moyen terme selon un rapport de la société zoologique de Londres (87 pages) écrit avec l'Union internationale pour la conservation de la nature (UICN), ce qui aura un coût économique très important (« La valeur de la pollinisation des cultures par les insectes a été évaluée à 153 milliards d'euros par an, d'après l'étude. Une étude réalisée en 1997 évalue la valeur économique de la biodiversité des sols — grâce aux invertébrés tels que les vers de terre, les scarabées et les mites — à 1 500 milliards de dollars par an. »).
Les invertébrés font partie de ce que la communauté scientifique appelle la « biodiversité négligée » alors qu'ils jouent un rôle crucial dans le fonctionnement des écosystèmes, ce qui explique que face à leur déclin, le poids de ces espèces dans les actions de conservation a été retardé et reste faible par rapport aux vertébrés.